# Kili
Kili je izmišljen lik iz fantazijskih del angleškega pisatelja J. R. R. Tolkiena. 
Je škrat, ki spremlja Thorina II. Hrastoščita, Bilba Bogataja in Gandalfa v znanem potovanju, opisanem v Hobitu, torej član slavne Thorinove druščine, v kateri je bil tudi njegov brat Fili. S Filijem je najbolj aktiven škrat v druščini in se poleg Balina, Dwalina, Bomburja in njegovega brata Kilija pojavlja največ. Kili in Fili sta Thorinova nečaka in pravnuka Thraina, njuna mati je bila Dis.
Kili doživi romanco z vilinsko bojevnico iz Mrkolesja Tauriel. Ko so Thorin Hrastov ščit in ostali šli na Samotno goro, so on, Fili in še dva škrata ostali v Jezerskem mestu. Kili med bitko petih vojska pade v boju proti Bolgu sinu Azoga, skupaj s Thorinom in Filijem je pokopan v Samotni gori.